# Кимрийская кошка
Кимрийская кошка, или кимрик (от валл. cymru [kəmrɨ]) — полудлинношёрстная порода домашней кошки, сформировавшаяся в 1960-х года в Канаде.
Порода выведена из мэнской кошки выбором из помёта бракованных котят с длинной шерстью. Как и у мэнкских, у кимрских кошек из-за генной мутации хвост укорочен или даже отсутствует, последнее считается предпочтительным. Статус кимрийской кошки неоднозначен: одними фелинологическими организациями считается разновидностью мэнской кошки, другими — отдельной породой.
Кимрские кошки мускулисты, размером от среднего до большого, имеют крепкую костную структуру, короткое и плотное тело, округлый круп. Голова крупная, округлая; нос с лёгким прогибом. Глаза большие, круглые. Уши широкие у основания, сужающиеся к закруглённым кончикам; широко расставлены. Шерсть очень густая, плюшевая, средней длины; более длинная и шелковистая на задних ногах, животе и шее.